# Хрусталёв, Павел Фёдорович
Па́вел Фёдорович Хрусталёв (18 июня 1908, Старая Купавна — 1974) — советский рабочий Купавинской тонкосуконной фабрики.

## Биография
Павел Хрусталёв родился 18 июня 1908 года в Старой Купавне, закончил три класса школы. В сентябре 1925 года он был принят на Купавинскую тонкосуконную фабрику в качестве разборщика шпуль. Спустя время стал учеником ткача, а затем и самим ткачом.
В 1930 году стал помощником мастера ткацкого цеха. С 1934 года и вплоть до ухода на пенсию в 1972 году П. Ф. Хрусталёв занимал различные инженерно-технические должности в ткацком производстве, такие как сменный мастер, старший техник по качеству, диспетчер, начальник ткацкого цеха. 17 лет он возглавлял ткацкое производство тонкосуконной фабрики.
В октябре 1941 года был призван в ряды Красной армии. В декабре был отозван из войск в связи с возвращением фабрики из эвакуации. Павел Фёдорович работал на монтаже, руководил сменой. В 1944 году был награждён орденом «Знак Почёта» за досрочное освоение и пуск ткацкого оборудования.
Отмечается, что для развития Купавинской тонкосуконной фабрики П. Ф. Хрусталёв «многое сделал» в послевоенные годы, особенно во второй половине 1960-х годов, тогда стали поступать в то время новейшие безчелночные станки СТБ. Купавинская фабрика в числе первых освоила на них производство суконных тканей. В период с 1966 по 1970 год было введено в эксплуатацию 136 станков СТБ, созданы поточная линия в отделе чистки и штопки суровья, новые крутильный и шлихтовальный участки, а также введено эмульгирование основ. Производительность оборудования в ткацком производстве увеличилась в 1,8 раза, производительность труда — в 2 раза. Большое внимание уделялось расширению ассортимента и повышению качества выпускаемой продукции.
За освоение станков СТБ П. Ф. Хрусталёв был награждён золотой медалью ВДНХ, а в 1971 году — орденом Ленина.
Скончался в 1974 году.

## Награды
- Медаль «За доблестный труд в Великой Отечественной войне 1941—1945 гг.»;
- Орден «Знак Почёта» (1944);
- Золотая медаль ВДНХ;
- Орден Ленина (1971).